# Girugämesh
Girugämesh (ギルガメッシュ, Girugamesshu) est un groupe japonais de nu metal et visual kei, originaire de Chiba, dans la banlieue de Tokyo. Durant son existence, le groupe intègre le label Danger Crue Records.
Le nom du groupe n'est pas directement inspiré de Gilgamesh, un personnage héroïque de la Mésopotamie antique mais provient du nom d'un personnage récurrent du jeu vidéo Final Fantasy, Gilgamesh. Il est proposé par Яyo pour sa sonorité et non pour la légende qui lui est associé. Le groupe se sépare le 10 juillet 2016.

## Historique

### Formation et débuts (2003–2006)
Le groupe est formé en 2003, à Chiba, dans la banlieue de Tokyo. Shuu et Nii sont amis depuis la primaire.
Girugämesh débute le 24 mars 2004 par un concert au Moto Yawata Route14 avec Satoshi, Nii, ShuU et Яyo,. À l'occasion de cette première apparition, la démo [Shisaku kata enban] est distribuée en 100 exemplaires. Leur premier maxi-single, [Kaisen sengen] ~ Kikaku kata enban ~, est mis en vente le 15 août lors d'un concert au Takadanobaba Area. Les deux singles Jelato et →Mikongyaku sont offerts le même mois au public, respectivement le 3 et 24 août. Quelques mois plus tard, la seconde édition de [Kaisen sengen] ~ Kikaku kata enban ~ prend la 10e place du classement Oricon Indies. La fin de l'année 2004 se partage entre une série de concerts et la sortie de leur deuxième maxi-single [Kuukyo no Utsuwa]~Kyosaku kata enban~. Les 2 000 exemplaires de ce single sont vendus en trois semaines. Un second tirage est alors disponible le 25 janvier 2005.
Girugämesh se produit en festival avec des groupes renommés tels que 12012. En avril, le groupe collabore avec Marusa pour le single Senyuu kyoutou uta. Celui-ci est une sorte d'introduction à leur premier mini-album qui sort le 25 mai. L'album est réédité en juin et leur premier concert en tant que groupe principal le 17 juillet au célèbre Meguro Rock maykan est à guichet fermé. Le groupe fait une longue tournée avant la sortie, fin novembre, de deux maxi-singles : Risei kairan – Ranchou kata enban - qui se classe 5e à l'Oricon Indies et Honnou kaihou - Meikyou kata enban - qui prend la 6e place.
Quatre dates de concerts en solo dont une au SHIBUYA O-WEST complètent la tournée de février/mars. D'autres concerts sont programmés, notamment à Osaka, Nagoya et Tokyo. Le groupe prépare leur premier album 13's reborn qui comprend des anciennes chansons comme Fukai no Yami et Deceived Mad Pain. 13's Reborn sort sous deux versions, l'une sous la formé d'un DVD avec un clip de Owari to Mirai et une vidéo live de Kaisen Sengen, l'autre accompagné de Kaisen Sengen comme bonus. Avant la sortie de l'album, Girugämesh signe avec le label Maverick, une filiale de Danger Crue. La dernière tournée de l'année, nommée 2006 Dying tour 13, débute le 3 octobre et précède leur participation au grand festival DANGER V de leur label au Nippon Budokan.

### Succès international (2007–2015)
Girugamesh rencontre Deathgaze pour la tournée collaborative Girugaze and Deathgamesh Battle Rock Tour 2007. Deux mois plus tard, Volcano offre un clip du même nom ainsi que deux vidéos live de Shadan et Jarring fly (filmées pendant le dernier concert du 2006 Dying tour 13, le 26 novembre). Par la suite, ils font une apparition au festival Fool's Fest 07～STAGE. 1～ du magazine Fool's Mate.
En fin mai 2007, Girugämesh participe au festival J-Rock Revolution à Los Angeles, organisé par Yoshiki, meneur du groupe X Japan, avec de nombreux autres groupes de rock japonais réputés tels que miyavi, Vidoll, Kagrra, ou MUCC. 13's Reborn sort à la même période en version européenne grâce au nouveau partenariat avec le label Gan-Shin. Le 23 juin, ils jouent en Allemagne avec Bis, An Cafe et Guitar Wolf lors du J-shock. Le deuxième mini-album, intitulé Reason of Crying, est publié le 18 juillet tandis que les deux concerts donnés au Shibuya Deseo se font à guichets fermés.
Deux tournées smash tour sont au programme de fin juillet à octobre, ainsi qu'un concert à Berlin pour le festival in Motion Asian Pacific. Ils jouent au côté d'UnsraW, Rentrer en Soi, lynch., heidi., Aural Vampire et d'autres. Entre-temps, ils travaillent sur de nouvelles chansons afin de sortir leur deuxième album éponyme le 26 décembre. Dès janvier 2008, ils font une longue tournée, appelée Stupid Tour, en Europe et au Japon pendant laquelle ils invitent Roach, heidi., 12012 ainsi que d'autres groupes.
Girugämesh participe au Wacken Open Air en 2008, avec des groupes tels qu'Iron Maiden, Nightwish, Children Of Bodom, Nashville Pussy. Ils tournent en soutien à leur album Girugämesh, au Japon, et en Europe, sous la tournée Stupid Tour '08.
Le groupe joue en France lors de la tournée mondiale Here We Go les 15 et 16 mars 2011 à Strasbourg et Paris.
À la suite de la catastrophe du 11 mars 2011 au Japon, le groupe sort un single intitulé Pray téléchargeable sur iTunes, dont les fonds seront reversés à la Jack in the Box Charity Project pour les sinistrés du Japon. Яyo et Nii annoncent en février 2014 être frères, via Twitter puis dans différentes interviews à l'occasion des 10 ans du groupe.

### Séparation (2016)
Le 2 mai 2016, Girugämesh annonce sur Facebook sa séparation après un dernier concert au Zepp DiverCity de Tokyo le 10 juillet 2016. Sans en spécifier la raison de sa séparation, Girugämesh reste connaissant envers ses fans les plus fidèles. Pour leur dernier concert, les quatre membres jouent trois heures plus 35 chanson. Lors du concert, une vidéo concernant la sortie d'un coffret DVD collector est révélée et annoncé par le magazine français VerdamMnis en Europe pour mai 2016,.

## Membres
- Satoshi (左迅?) - chant
- Nii (弐, Ni?) - guitare
- ShuU (愁, Shū?) - basse
- Яyo - batterie

## Discographie

### EP
- 2005 : Goku -Shohan kata enban (【獄-初犯型円盤-】初回限定盤?)
- 2007 : Reason of Crying

### Démos
- 2004 : Shisaku kata enban
- 2004 : Midnight

### Singles et maxi-singles
- 2004 : [Kaisen sengen]~Kikaku kata enban~ (【開戦宣言】～企画型円盤～?)
- 2004 : [Kuukyo no utsuwa]~Kyosaku kata enban~ (1st press) (【空虚の器】～虚策型円盤～ 初回盤?)
- 2004 : →Mikongyaku (→み恨逆?)
- 2004 : Kaisen sengen (2nd press) (【開戦宣言】～企画型円盤～2ndプレス?)
- 2004 : Jelato
- 2005 : [Fukai no yami] -Mayosake kata enban- (【拒絶された机】～単独型円盤～?)
- 2005 : [Kosaki uta] ~Kaijou kata enban~ (枯咲き歌?)
- 2005 : [Kuukyo no utsuwa] ~Kyosaku kata enban~ (【空虚の器】～虚策型円盤～ 通常盤?)
- 2005 : Honnou kaihou (【本能開放】-覚醒型円盤-?)
- 2005 : Kyozetsusareta tsukue -Tandoku kata enban- (【腐界の闇】-迷叫型円盤-?)
- 2005 : Risei kairan (【理性壊乱】-乱調型円盤-?)
- 2006 : [Zero] -Mukei kata enban- (【零-ゼロ-】-無景型円盤-?)
- 2006 : Omae ni sasageru minikui koe (【お前に捧げる醜い声】?)
- 2009 : Alive
- 2009 : Border
- 2009 : Crying rain
- 2010 : Inochi no ki (イノチノキ?)
- 2010 : Color
- 2011 : Pray
- 2012 : Zantetsuken (斬鉄拳?)
- 2012 : Zecchou BANG!! (絶頂BANG!!?)
- 2013 : Incomplete
- 2016 : Period

### DVD
- 2007 : Volcano
- 2009 : Crazy Crazy Crazy
- 2012 : Gaisen Kouen "Chiba" (凱旋公演?)